# Расел Вестбрук
Расел Вестбрук III (енгл. Russell Westbrook, 12. новембар 1988) је амерички професионални кошаркаш Денвер Нагетса из Националне кошаркашке асоцијације (НБА). Члан је НБА 75. годишњице тима, девет пута је био НБА Ол-стар и освојио је НБА награду за најкориснијег играча (МВП) за сезону 2016–17. Такође је деветоструки члан Ол-НБА тима, предводио је лигу по броју погодака 2014–15 и 2016–17, а освојио је узастопне МВП награде НБА Ол Стар утакмице 2015. и 2016.
У 2017. години, када је освојио награду за МВП лиге, Вестбрук је постао један од два играча у историји НБА са просечним трипл-даблом у сезони, заједно са Оскаром Робертсоном 1962. Такође је поставио рекорд за највише трипл-даблова у сезони, са 42. Наставио је са просечним трипл-даблом у наредне две сезоне, предводио је лигу по асистенцијама и постао први играч који је водио лигу по поенима и асистенцијама у више сезона. У сезони 2020–21, Вестбрук је просечно остварио трипл-дабл по четврти пут у пет сезона, и престигао је Робертсона за највише трипл-даблова у каријери у историји НБА.
Вестбрук је играо колеџ кошарку за УЦЛА Бруинсе и зарадио почасти трећег тима на целој конференцији у Пац-10. Изабран је као четврти избор на НБА драфту 2008. од стране Сијетл Суперсоникса, који се потом исте недеље пребацио у Оклахому. Вестбрук је два пута представљао репрезентацију Сједињених Држава, освајајући златне медаље на ФИБА Светском првенству 2010. и Олимпијским играма 2012.
Године 2019. је трејдован у Хјустон Рокетсе, играјући једну сезону за организацију пре него што је поново трејдован у Вашингтон Визардсе 2020. После сезоне у Вашингтону, трејдован је у Лејкерсе.

## Биографија

### Младост
Вестбрук је рођен у Лонг Бичу, Калифорнија, од породице Расела Вестбрука млађег и Шенон Хортон. Има млађег брата по имену Рејнард. Одрастајући у Хоторну, Вестбрук и његов најбољи пријатељ Келси Барс су се надали да ће отићи на УКЛА и играти заједно. Са 16 година, Барс је већ био познат по одличним кошаркашким вештинама и да је добијао понуде за стипендије за колеџ. У мају 2004. Барс је умро од увећаног срца током утакмице преузимања. После Барсове смрти, Вестбрук је изгледао још одлучнији да се истакне у част сећања на свог најбољег пријатеља.

### Средња школа
Вестбрук је ушао у средњу школу Леузингер као шпиц који је био висок само 173 центиметра и тежак само 64 килограма, иако је имао велика стопала. У универзитетском тиму своје школе почео је тек у другој години, а своје прво писмо о регрутовању на факултету није добио све до лета пре матуре. Вестбрук је тог истог лета порастао до своје садашње висине од 191 центиметар.
Током последње године, Вестбрук је у просеку постизао 25,1 поена, 8,7 скокова, 3,1 украдене лопте и 2,3 асистенције и помогао им је да дођу до рекорда од 25–4. Исте сезоне је забележио 14 дабл-даблова, постигао 30 или више поена у осам одвојених наврата и забележио најбољи у каријери 51 поен код Карсона 6. јануара 2006. Вестбрук у почетку није привукао велику пажњу врхунских кошаркашких програма. Након што се његова висина повећала, што је допринело да просечно постиже више од 25 поена по утакмици и да постане солидна кошаркашка прилика, тренер Бен Холанд га је регрутовао да игра за УКЛА Бруинсе. Вестбрук је одбио друге понуде док је чекао да Џордан Фармар из Бруинса оде раније у НБА и ослободи стипендију.

### Колеџ
Премда је кошарком почео да се бави у основној школи, Вестбрук није постизао велике резултате све до краја средње школе. Наиме, због висине од 1,73 центиметара тренери су му ретко поверавали важне улоге на терену. Међутим, лето пред завршну годину порастао је скоро 20 центиметара, те је током четвртог разреда показао да је потпуно незаслужено време проводио на клупи. По завршетку средње школе добио је стипендију престижног УКЛА-а.
Задужио је дрес са бројем 0. Током прве године просек му је био 3,4 поена, 0,8 скокова и 0,7 асистенција по мечу. Због повреде првог плејмејкера на другој години је утакмице углавном почињао као стартер. Другу сезону је окончао са просеком од 12,7 кошева, 3,9 скокова, 4,7 асистенција и 1,6 украдених лопти. Уврштен је у трећу најбољу петорку турнира Пац-10, те проглашен дефанзивцем године. Након две године, одлучио је да се појави на НБА драфту 2008. године. Изабран је као четврти пик клуба Сијетл Суперсоникс, који је исте године пресељен у Оклахому и преименован у Оклахома Сити Тандер.

## Професионална каријера

### Оклахома Сити тандер (2008–2019)

#### Почасти за новајлије и први плеј-оф (2008–10)
Вестбрук је први уговор са клубом потписао 5. јула 2008. године. Већ 2. марта 2009. је уписао први трипл-дабл у каријери. У првој сезони је бележио 15,3 поена, 5,3 асистенција, 4,9 скокова и 1,3 украдене лопте по утакмици. Уврштен је у идеалну петорку новајлија у НБА лиги, те номинован за дебитанта године. Током друге сезоне је редовно истрчавао на паркет са стартном петорком, те у просеку постизао 16,1 поен, осам асистенција, 4,9 скокова и 1,3 украдених лопти.

#### Први Ол-Стар, Ол-НБА и НБА финални наступи (2010–12)
Дана 26. новембра 2010. Вестбрук је постигао рекордних 43 поена у тадашњој каријери против Индијана Пејсерса. 1. децембра 2010. постигао је 38 поена уз 9 асистенција и постигао нови рекорд у каријери од 15 скокова у победи над Њу Џерси Нетсима са три продужетка. Вестбрук је изабран од стране НБА главних тренера да буде резерва Западне конференције за НБА Ол-Стар утакмицу 2011.

#### Повреда (2012–13)
Дана 25. априла 2013, у другој утакмици серије, Вестбрук је повредио десно колено када се бек Рокетса Патрик Беверли сударио са њим у покушају да украде лопту. Иако је Вестбруку очигледно сметала повреда, наставио је да игра и завршио утакмицу са 29 поена. Следећег дана је откривено да је претрпео благу расцеп десног менискуса. Оперисан је 27. априла 2013. и био је искључен за остатак плеј-офа. Без Вестбрука, Тандер је победио Рокетсе у 6 утакмица, али су пали од Мемфис Гризлиса у 5 утакмица у следећем колу. Завршио је сезону 2012/13 са просечним резултатом од 23,2 поена, 7,4 асистенције, 5,2 скока и 1,8 украдених лопти по утакмици.

#### Више операција и повратак (2013–15)
Пре почетка сезоне 2013–14, Вестбрук је имао другу операцију десног колена, што је спречило његов повратак кошарци. Дана 25. децембра 2013, Вестбрук је забележио 14 поена, 13 скокова и 10 асистенција док је Оклахома Сити победио Њујорк Никсе 123–94. Ово је био тек осми трипл-дабл на Божић у историји НБА лиге. Победа је такође била највећа разлика у победи у утакмици за Божић у историји НБА. Дан након његове божићне утакмице, објављено је да ће Вестбрук бити подвргнут артроскопској операцији десног колена и да ће бити ван игре до после Ол-стар паузе.
Вестбрук је 4. марта 2014. забележио свој други трипл-дабл у сезони. Постигао је 13 поена, 14 асистенција и 10 скокова, за само 20 минута у победи над Филаделфија 76ерс резултатом 125–92. Ово је био други најбржи забележен трипл-дабл у историји НБА. Након што је постигао 38 поена у поразу од Портланд Трејл Блејзерса резултатом 106–89 на отварању сезоне 2014–15, Вестбрук је претрпео мали прелом другог метакарпалног дела десне шаке у следећој утакмици против Лос Анђелес Клиперса и након тога пропустио 14 утакмица. Придружио се Дуранту, након што је Дурант сломио десно стопало током предсезоне и био искључен на шест до осам недеља. Пошто су обојица била неактивна на почетку сезоне, Тандер је пао на рекорд од 4–12 пре Вестбруковог повратка 28. новембра против Њујорк Никса. У Вестбруковој првој утакмици повратка, предводио је Тандер до победе над Никсима са 32 поена. Дурант се вратио у следећу утакмицу како би се суочио са Њу Орлеанс Пеликансима, пошто је пар помогао Тандеру да оду на низ од седам победа како би се Тандер вратио у плеј-оф борбу. 16. јануара 2015. Вестбрук је забележио свој девети трипл-дабл у каријери са 17 поена, 15 скокова и 17 асистенција у каријери у победи над Голден Стејт Вориорсима резултатом 127–115, поставши тек пети играч НБА лиге у историји који је забележио статистичку линију 15–15–15 у утакмици.
Након што је 4. фебруара 2015. изједначио својих рекордних 45 поена у победи над Њу Орлеанс Пеликансима 102–91, Вестбрук је оборио и постигао нови рекорд у каријери од 48 поена два дана касније, овог пута у поразу 116–113 од Пеликанса. Након повреде претходне године, Вестбрук се вратио на Ол-стар утакмицу 2015. Убацио је 41 поен и проглашен је за МВП Ол-Стара. Постигао је 27 поена за 11 минута у првом полувремену, постављајући Ол-Стар рекорд по броју поена у полувремену, а завршио је са једним поеном мање од рекорда Ол-стар утакмице који је поставио Вилт Чејмберлен (42) 1962. године. Вестбрук је 22. фебруара забележио 21 поен и везао рекордних 17 асистенција у победи над Денвер Нагетсима резултатом 119–94. Два дана касније, забележио је 20 поена, 11 скокова и 10 асистенција у победи над Индијана Пејсерсима резултатом 105–92. На тај начин је остварио свој трећи трипл-дабл у сезони и 11. у каријери упркос томе што се одмарао читаву четврту четвртину. Дана 27. фебруара, у поразу од Портланд Трејл Блејзерса, Вестбрук је забележио 40 поена, 13 скокова и 11 асистенција и постао први играч који је имао три узастопна трипл-дабла откако је то урадио Леброн Џејмс 2009. године. Вестбрук је месец фебруар завршио са просеком од 31,2 поена, 9,1 скок и 10,3 асистенције по утакмици, и постао је тек други играч у историји НБА који је просечно бележио 30 поена, 9 скокова и 10 асистенција по утакмици у календарском месецу са најмање 10 одиграних игара, придруживши се Оскару Робертсону, који је постигао тај подвиг више пута.
Вестбрук је 4. марта поставио врхунац у каријери са 49 поена и 16 скокова и додао 10 асистенција за свој четврти узастопни трипл-дабл, помажући Тандеру да савладају Филаделфију 76ерсе резултатом 123–118 у продужетку. Потом је постао први играч од Мајкла Џордана 1989. који је имао четири узастопна трипл-дабла, и први од Џордана те године који је имао узастопне трипл-даблове са најмање 40 поена. То је уједно био и највећи број поена за било ког играча са трипл-даблом од када је Лари Берд такође постигао 49 поена 1992. године. Његов низ је прекинут следеће ноћи против Чикаго Булса пошто је забележио 43 поена, 8 скокова и 7 асистенција у поразу од 105–108. Осмог марта је забележио свој пети трипл-дабл у шест утакмица како би помогао Тандеру да савладају Торонто Репторсе, 108–104. Имао је 30 поена, постигао рекорд у каријери са 17 асистенција и узео 11 скокова за свој седми трипл-дабл у сезони и 15. у каријери. На превише сличан начин, Вестбрук је забележио још један трипл-дабл 13. марта против Минесота Тимбервулвса, сакупивши свој шести у осам утакмица и постигао 15 од својих 29 поена (уз 12 асистенција и 10 скокова) у четвртој четвртини, помажући Тандеру да победи 113–99. Наставио са још три трипл-дабла да би завршио сезону. Дана 12. априла, постигао је рекорд у каријери са 54 поена на 21 од 43 гађања у поразу од Индијана Пејсерса.

### Национални тим
Године 2010. изабран је у тим за Светско првенство ФИБА у Истанбулу, Турска. У тиму без иједног члана из свог тима који је освојио златну медаљу на Олимпијским играма 2008, Вестбрук се сматрао звездом у тиму. Тим из 2010. се у великој мери ослањао на ниску поставу, а Вестбрук је завршио међу првих пет у тиму по минутама по утакмици, и прва три по поенима и асистенцијама по утакмици. Тим САД је био 9-0 на свом првом Светском првенству од 1994. године. Победа је аутоматски квалификовала тим САД за Олимпијске игре 2012. у Лондону, и они су претекли Аргентину за број 1 на светској ранг листи.
Вестбрук је такође изабран да игра за летњи олимпијски тим 2012. у Лондону, где је освојио другу златну медаљу. Одбио је позив да се придружи олимпијском тиму 2016.

### Профил играча
Висок је 191 cm и тежак 91 килограм, Вестбрук је шпиц који се етаблирао као један од најспортскијих играча у историји НБА. Такође је надалеко познат по игрању на високом нивоу интензитета и по томе што је у стању да задржи тај интензитет већи део свог времена игре. Вестбрук ће често настојати да убрза темпо игре за прелазне поене и нападне кош. Иако је напад на ивицу његова јача страна, он ће се често повући за шутеве средњег домета. Редовно ствара добре прилике за шутеве за своје саиграче, што је резултирало у просеку преко осам асистенција по утакмици током каријере.
Вестбрук је надалеко познат као један од најбољих играча у НБА лиги. Од 10. маја 2021. његова 182 трипл-дабла у регуларној сезони су највише у историји НБА, а његових 10 трипл-дабл-а у плеј-офу су изједначени на четвртом месту свих времена. Има највише скокова у историји НБА међу бековима који су 6'3" или нижи.
Вестбруков шут за три поена и изгубљене лопте често су предмет критика стручњака. У просеку има 30% покушаја са три поена из игре и 3,9 изгубљених лопти по утакмици током каријере. Има најгори проценат три поена у каријери у историји НБА играча који имају више од 2.500 покушаја за три поена. Такође је у прошлости био критикован због своје „једноумности“ и због тога што је са њим тешко сарађивати.

## Приватни живот
Ожењен је Нином Ирл са којом има троје деце, сина Ноу и близанкиње Скај и Џордин.
Вестбрук носи „КБ3“ наруквицу и има „КБ3“ на патикама у част његовог друга из детињства Келсија Барса III. Године 2012. покренуо је Расел Вестбрук Зашто да не? фондацију, која промовише образовање у заједници и програме породичних услуга, истовремено подстичући младе да буду самопоуздани.

## Статистика

### НБА

#### Регуларна сезона
| Сезона   | Екипа                | ОУ    | СУ    | МПУ  | ПШ%  | 3П%  | СБ%  | СПУ  | АПУ   | УПУ | БПУ | ППУ   |
| -------- | -------------------- | ----- | ----- | ---- | ---- | ---- | ---- | ---- | ----- | --- | --- | ----- |
| 2008–09  | Оклахома Сити Тандер | 82*   | 65    | 32.5 | .398 | .271 | .815 | 4.9  | 5.3   | 1.3 | .2  | 15.3  |
| 2009–10  | Оклахома Сити Тандер | 82*   | 82*   | 34.3 | .418 | .221 | .780 | 4.9  | 8.0   | 1.3 | .4  | 16.1  |
| 2010–11  | Оклахома Сити Тандер | 82    | 82*   | 34.7 | .442 | .330 | .842 | 4.6  | 8.2   | 1.9 | .4  | 21.9  |
| 2011–12  | Оклахома Сити Тандер | 66*   | 66*   | 35.3 | .457 | .316 | .823 | 4.6  | 5.5   | 1.7 | .3  | 23.6  |
| 2012–13  | Оклахома Сити Тандер | 82*   | 82*   | 34.9 | .438 | .323 | .800 | 5.2  | 7.4   | 1.8 | .3  | 23.2  |
| 2013–14  | Оклахома Сити Тандер | 46    | 46    | 30.7 | .437 | .318 | .826 | 5.7  | 6.9   | 1.9 | .2  | 21.8  |
| 2014–15  | Оклахома Сити Тандер | 67    | 67    | 34.4 | .426 | .299 | .835 | 7.3  | 8.6   | 2.1 | .2  | 28.1* |
| 2015–16  | Оклахома Сити Тандер | 80    | 80    | 34.4 | .454 | .296 | .812 | 7.8  | 10.4  | 2.0 | .3  | 23.5  |
| 2016–17  | Оклахома Сити Тандер | 81    | 81    | 34.6 | .425 | .343 | .845 | 10.7 | 10.4  | 1.6 | .4  | 31.6* |
| 2017–18  | Оклахома Сити Тандер | 80    | 80    | 36.4 | .449 | .298 | .737 | 10.1 | 10.3* | 1.8 | .3  | 25.4  |
| 2018–19  | Оклахома Сити Тандер | 73    | 73    | 36.0 | .428 | .290 | .656 | 11.1 | 10.7* | 1.9 | .5  | 22.9  |
| 2019–20  | Хјустон рокетси      | 57    | 57    | 35.9 | .472 | .258 | .763 | 7.9  | 7.0   | 1.6 | .4  | 27.2  |
| 2020–21  | Вашингтон визардси   | 65    | 65    | 36.4 | .439 | .315 | .656 | 11.5 | 11.7* | 1.4 | .4  | 22.2  |
| 2021–22  | Лос Анђелес лејкерси | 78    | 78    | 34.3 | .444 | .298 | .667 | 7.4  | 7.1   | 1.0 | .3  | 18.5  |
| Каријера | Каријера             | 1,021 | 1,004 | 34.7 | .438 | .305 | .783 | 7.4  | 8.4   | 1.7 | .3  | 22.8  |
| Ол-Стар  | Ол-Стар              | 9     | 2     | 22.4 | .506 | .338 | .588 | 5.2  | 3.8   | 1.4 | .0  | 21.6  |

### Плеј-оф
| Сезона   | Екипа                    | ОУ  | СУ   | МПУ  | ПШ%  | 3П%  | СБ%  | СПУ  | АПУ  | УПУ | БПУ  | ППУ  |
| -------- | ------------------------ | --- | ---- | ---- | ---- | ---- | ---- | ---- | ---- | --- | ---- | ---- |
| 2010     | Оклахома Сити Тандер     | 6   | 6    | 35.3 | .473 | .417 | .842 | 6.0  | 6.0  | 1.7 | .2   | 20.5 |
| 2011     | Оклахома Сити Тандер     | 17  | 17   | 37.5 | .394 | .292 | .852 | 5.4  | 6.4  | 1.4 | .4   | 23.8 |
| 2012     | Оклахома Сити Тандер     | 20  | 20   | 38.4 | .435 | .277 | .802 | 5.5  | 5.8  | 1.6 | .4   | 23.1 |
| 2013     | Оклахома Сити Тандер     | 2   | 2    | 34.0 | .415 | .222 | .857 | 6.5  | 7.0  | 3.0 | .0   | 24.0 |
| 2014     | Оклахома Сити Тандер     | 19  | 19   | 38.7 | .420 | .280 | .884 | 7.3  | 8.1  | 2.2 | .3   | 26.7 |
| 2016     | Оклахома Сити Тандер     | 18  | 18   | 37.4 | .405 | .324 | .829 | 6.9  | 11.0 | 2.6 | .1   | 26.0 |
| 2017     | Оклахома Сити Тандер     | 5   | 5    | 38.8 | .388 | .265 | .800 | 11.6 | 10.8 | 2.4 | .4   | 37.4 |
| 2018     | Оклахома Сити Тандер     | 6   | 6    | 39.2 | .398 | .357 | .825 | 12.0 | 7.5  | 1.5 | .0   | 29.3 |
| 2019     | Оклахома Сити Тандер\| 5 | 5   | 39.4 | .360 | .324 | .885 | 8.8  | 10.6 | 1.0  | .6  | 22.8 |      |
| 2020     | Хјустон рокетси          | 8   | 8    | 32.8 | .421 | .242 | .532 | 7.0  | 4.6  | 1.5 | .3   | 17.9 |
| 2021     | Вашингтон визардси       | 5   | 5    | 37.2 | .333 | .250 | .791 | 10.4 | 11.8 | .4  | .2   | 19.0 |
| Каријера | Каријера                 | 111 | 111  | 37.5 | .408 | .296 | .827 | 7.1  | 7.9  | 1.8 | .3   | 24.6 |

### Колеџ
| Сезона   | Екипа        | ОУ | СУ | МПУ  | ПШ%  | 3П%  | СБ%  | СПУ | АПУ | УПУ | БПУ | ППУ  |
| -------- | ------------ | -- | -- | ---- | ---- | ---- | ---- | --- | --- | --- | --- | ---- |
| 2006–07  | УКЛА Бруинси | 36 | 1  | 9.0  | .457 | .409 | .548 | .8  | .7  | .4  | .0  | 3.4  |
| 2007–08  | УКЛА Бруинси | 39 | 34 | 33.8 | .465 | .338 | .713 | 3.9 | 4.3 | 1.6 | .2  | 12.7 |
| Каријера | Каријера     | 75 | 35 | 21.9 | .464 | .354 | .685 | 2.4 | 2.5 | 1.0 | .1  | 8.3  |

## Награде и почасти

### Репрезентативни
- Олимпијске игре:  2012.
- Светско првенство:  2010.

### НБА
- Најкориснији играч НБА (1): 2016/17.
- НБА Ол-стар меч (9): 2011–2013, 2015–2020
- Најкориснији играч НБА Ол-стар меча (2): 2015, 2016.
- Идеални тим НБА — прва постава (2): 2015/16, 2016/17.
- Идеални тим НБА — друга постава (5): 2011–2013, 2015, 2018
- Идеални тим НБА — трећа постава (2): 2018/19, 2019/20.
- Идеални тим новајлија НБА — прва постава: 2008/09.
- НБА лидер у поенима (2): 2015, 2017
- НБА лидер у асистенцијама (3): 2018, 2019, 2021
- Члан НБА тима за 75-годишњицу

### Колеџ
Идеални тим Pac-10 — трећа постава: 2008
Дефанзивни играч године: 2008
Pac-10 тим турнира: 2008
Pac-10 дефанзивна постава: 2008
2008 CollegeInsider.com дефанзивна постава: 2008

### Средња школа
- Први тим All-CIF Дивизије I
- Трећи тим Ол-Стејт
- 2× најкориснији играч Беј лиге